# 수두로이섬
수두로이섬(페로어: Suðuroy, 덴마크어: Suderø 수데뢰[*])은 페로 제도의 섬 중 하나이다. 섬 이름은 페로어로 "남쪽의 섬"을 뜻한다.